# Kittiratt Na-Ranong

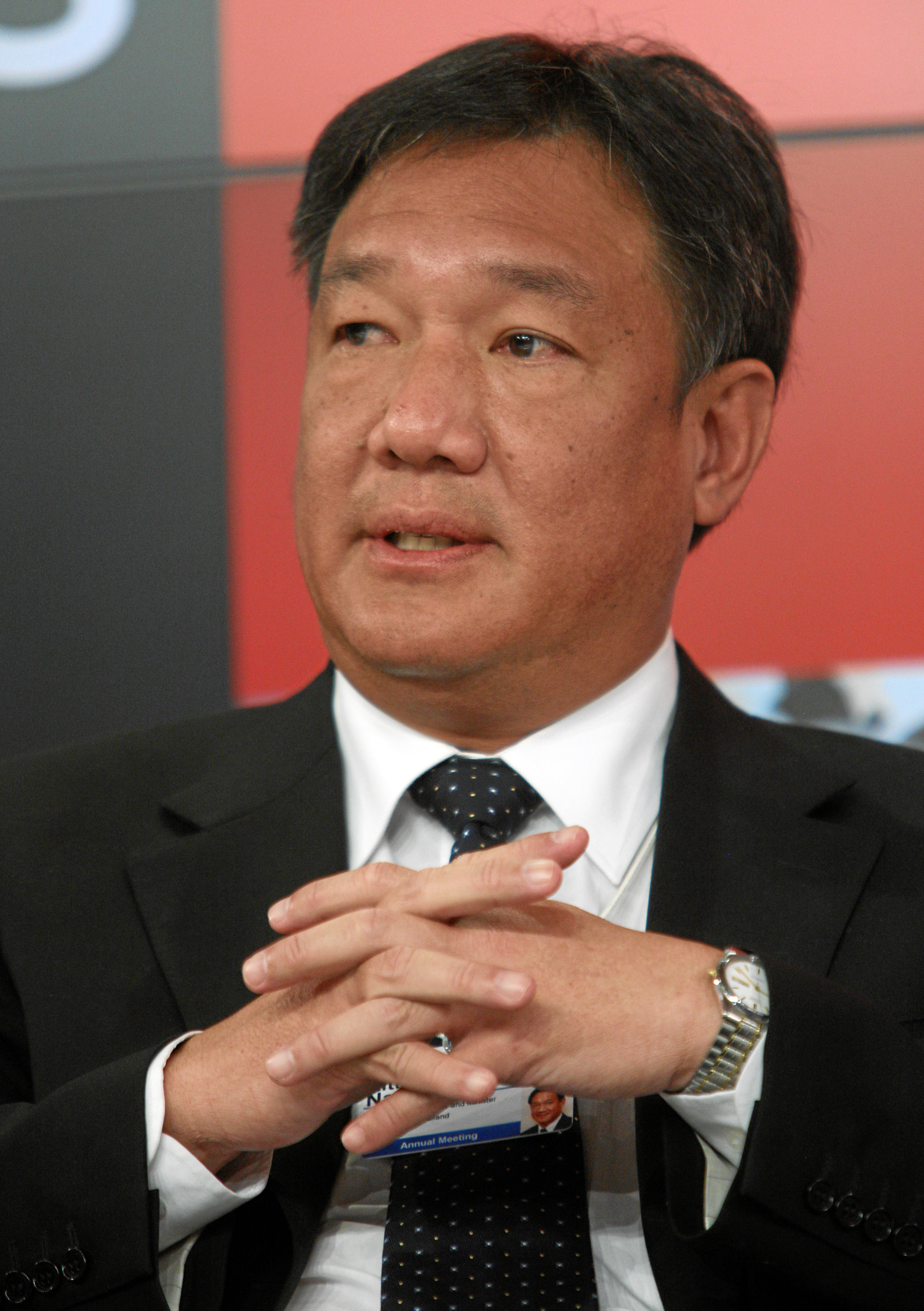
Na-Ranong während des Weltwirtschaftsforums 2012

Kittiratt Na-Ranong (* 3. August 1958) (Thai: กิตติรัตน์ ณ ระนอง) ist ein thailändischer Politiker. Von 2011 bis 2014 war er stellvertretender Ministerpräsident und von 2012 bis 2014 Finanzminister des Landes.

## Leben
Na-Ranong besuchte die Assumption-Schule Bangkok und die Triam Udom Suksa School in Bangkok. Er studierte Wirtschaftswissenschaften an der Chulalongkorn-Universität, wo er 1980 graduierte. Danach studierte er weiter am Sasin Graduate Institute of Business Administration. Nach seinem Studium war er an der Börse Thailand tätig und wechselte nach einigen Jahren an die Thai Securities and Exchange Commission (SEC). Er wurde Vizepräsident des Sasin Graduate Institutes und Präsident der privaten Shinawatra-Universität.
2007 engagierte er sich in der Partei Thais United. Am 9. August 2011 wurde er stellvertretender Ministerpräsident und Wirtschaftsminister in der Regierung von Yingluck Shinawatra. Nach einer Kabinettsumbildung im Januar 2012 verlor er das Wirtschaftsministerium und wurde zum Finanzminister von Thailand ernannt. Am 7. Mai 2014 enthob ihn das Verfassungsgericht gleichzeitig mit Ministerpräsidentin Yingluck seines Amtes.